# Macrogynoplax
Macrogynoplax és un gènere d'insectes plecòpters pertanyent a la família dels pèrlids.

## Descripció
Presenten un color verd clar.

## Distribució geogràfica
Es troba a Sud-amèrica: conca del riu Amazones al Brasil (sis espècies), Guaiana (3), Veneçuela (2), el Perú (2), Colòmbia (1) i Surinam (1).

## Taxonomia
- Macrogynoplax anae Ribeiro & Rafael, 2007
- Macrogynoplax delicata Ribeiro & Froehlich, 1999
- Macrogynoplax flinti Stark, 1996
- Macrogynoplax geijskesii Zwick, 1989
- Macrogynoplax guayanensis Enderlein, 1909
- Macrogynoplax kanuku Stark, 1996
- Macrogynoplax matogrossensis Bispo & Neves, 2005
- Macrogynoplax neblina Stark, 1989
- Macrogynoplax poranga Ribeiro & Froehlich, 1999
- Macrogynoplax pulchra Ribeiro & Froehlich, 1999
- Macrogynoplax spangleri Stark, 1989
- Macrogynoplax truncata Stark, 1996
- Macrogynoplax veneranda Froehlich, 1984
- Macrogynoplax yupanqui Stark, 1996[6][10][11]